# Hyperetes
Hyperetes (in greco antico: ὑπηρέτης?; pl. hyperetai) era un titolo dell'antica Grecia. Deriva da ἐρέσσω eresso, e significa pertanto vogatore, ma in tempi successivi il termine veniva, con l'eccezione dei soldati, applicato all'intero corpo dell'equipaggio delle navi. In un certo senso, ancora più ampiamente, è stato applicato a qualsiasi persona che agiva come assistente di un altro, ed eseguiva il lavoro manuale per suo conto, sia nelle cose sacre che profane, da cui il termine è talvolta usato come sinonimo di schiavo. Da qui anche il nome è stato a volte dato a quegli uomini che accompagnavano gli opliti, quando scendevano in campo, e portavano il loro bagaglio, le provviste e lo scudo. Il nome più comune per questo servo degli opliti era skeuophoros.
Ad Atene sembra fosse attribuito all'intera classe dei funzionari. Aristotele (Politica vi. 5) divide tutti i pubblici ufficiali in tre classi, archai o magistrati, epimeleiai o amministrativi, e hyperesiai o addetti ai servizi.
Le città e le amministrazioni avevano i loro hyperetae nel mondo ellenistico. Nel mondo ebraico ellenistico il termine hyperetes aveva il significato di servitore religioso (diacono). Luca (Acts 13.5) descrive Giovanni Marco come un hyperetes Paolo e  Barnaba in una sinagoga, che sarebbe l'equivalente dell'ebraico hazzan. Coloro i quali raccolsero e scrissero le parole di Gesù sono chiamati hyperetae tou logou in Luca 1.2, "servi del Logos."